# Soğanlı

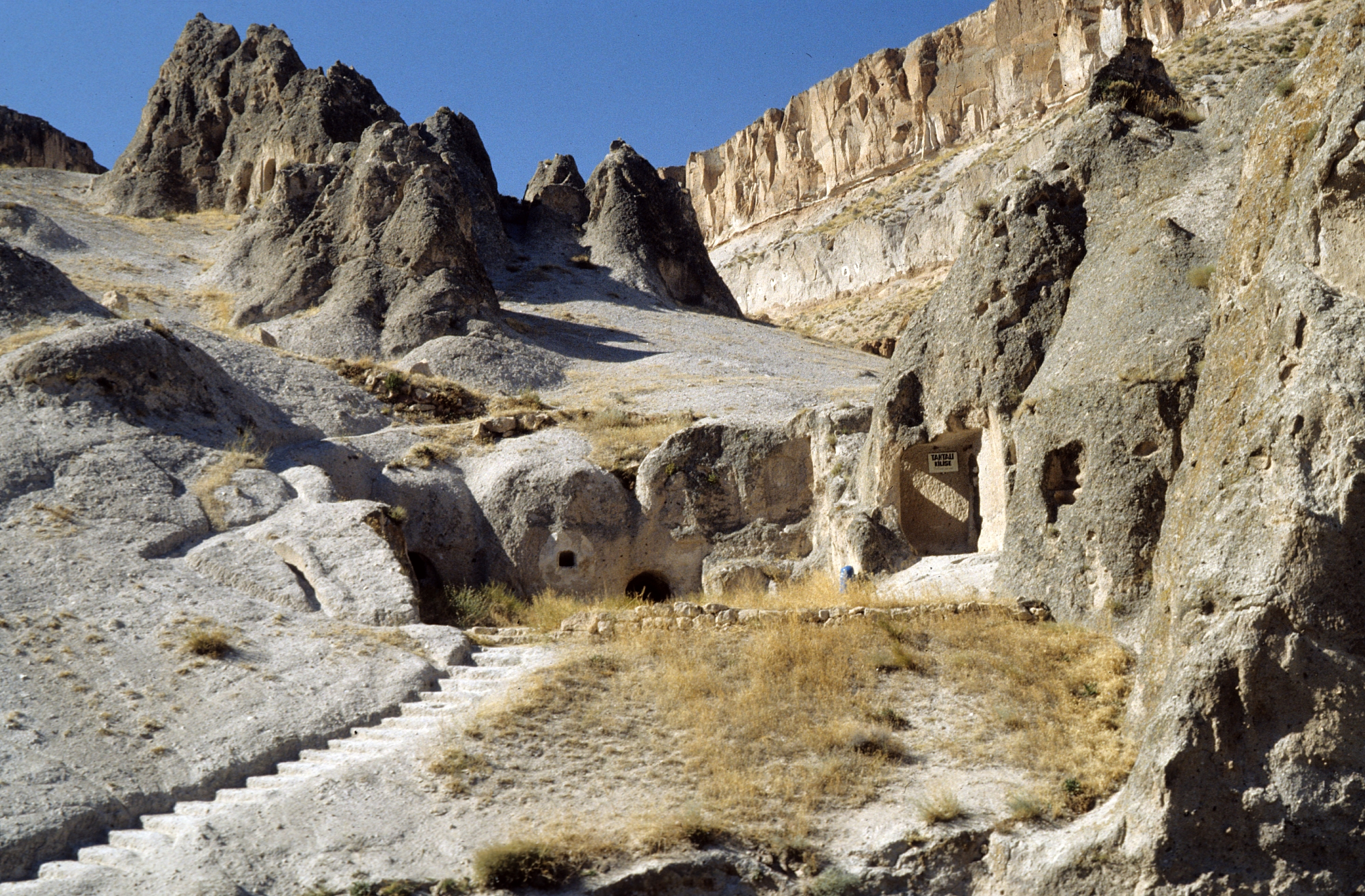
Tahtali Kilise, igreja troglodita bizantina.

Soğanlı é uma aldeia e município (em turco:  köyler) da região histórica da Capadócia, pertencente ao distrito de Yeşilhisar, à província de Kayseri e à região administrativa da Anatólia Central da Turquia. Em 2009 a população do município era de 324 habitantes. 

## Introdução
O município é conhecido principalmente pelo Vale de Soğanlı, um local de grande beleza natural, com formações geológicas de tufo típicas da Capadócia, onde se encontram diversas igrejas e mosteiros bizantinos escavados na rocha, concentrados sobretudo a cerca de 2 km a noroeste da aldeia.
A economia do município baseia-se sobretudo na agricultura, embora também haja algum turismo, se bem que ínfimo comparado com outras áreas mais populares da Capadócia. Um aspeto curioso, se bem que ainda comum nesta parte da Turquia, é o uso como fertilizante dos excrementos de pombos, criados em covas naturais e artificiais das rochas, que muitas vezes foram habitações e igrejas no passado.
A aldeia está dividida em duas — Aşağı Soğanlı ("Soğanlı de Baixo")  e Yukarı Soğanlı ("Soğanlı de Cima"). É uma localidade muito pitoresca, situada à beira de um mesa (monte escarpado com topo plano). Encontra-se 10 km (17 km por estrada) em linha reta a oeste de Yeşilhisar, e a 37 km (54 km por estrada) em linha reta a sudeste de Göreme, o centro turístico da Capadócia. Entre os séculos IX e XIII o vale foi povoado por monges bizantinos, que aí construíram cerca de cem igrejas e vários mosteiros, que escavaram na rocha calcária e vulcânica das encostas do vale estreito. Grande parte dessas construções colapsaram, encontrando-se algumas enterradas, e outras foram ou ainda são usadas como estábulos e pombais.
O nome, que literalmente significa "com cebola" ou "bulboso", terá derivado de sona kaldi ("deixado para o fim"), o que pode ter derivado do facto de Soğanlı ter sido a última aldeia da região a ser conquistada durante as invasões árabes do século VIII[a] lideradas por Abedalá Albatal.

## Igrejas
A Tokalı Kilise (igreja da fivela; não confundir com a igreja com o mesmo nome em Göreme) encontra-se na parte inferior (sudeste) do Vale de Soğanlı, junto à aldeia. Está localizada no alto de uma escarpa e é acessível por uma escadaria íngreme e muito gasta com 50 degraus. No exterior existem vários túmulos em ruínas. O interior tem três naves e frescos nas paredes, os quais estão praticamente destruídos.
A Karabaş Kilisesi (igreja da cabeça preta) tem uma nave com uma abóbada de berço. A crer numa inscrição do general bizantino Miguel Skepides que se encontra sobre a porta ocidental, os frescos mais recentes datam do século XIII. Nas capelas da abside encontram-se frescos do século X e XI com cenas da vida de Jesus. As imagens estão pintadas sobre fundo negro, o que deu origem ao nome dado pelos locais à igreja, embora as cabeças não sejam negras. A existência de diversas construções à sua volta sugerem que a igreja faria parte de um complexo monástico.
A Saklı Kilise (igreja escondida) tem frescos com representando os Apóstolos.
A Meryem Ana Kilisesi (igreja da Virgem Maria) tem quatro capelas na ábside com frescos e ornamentos típicos do período iconoclasta.

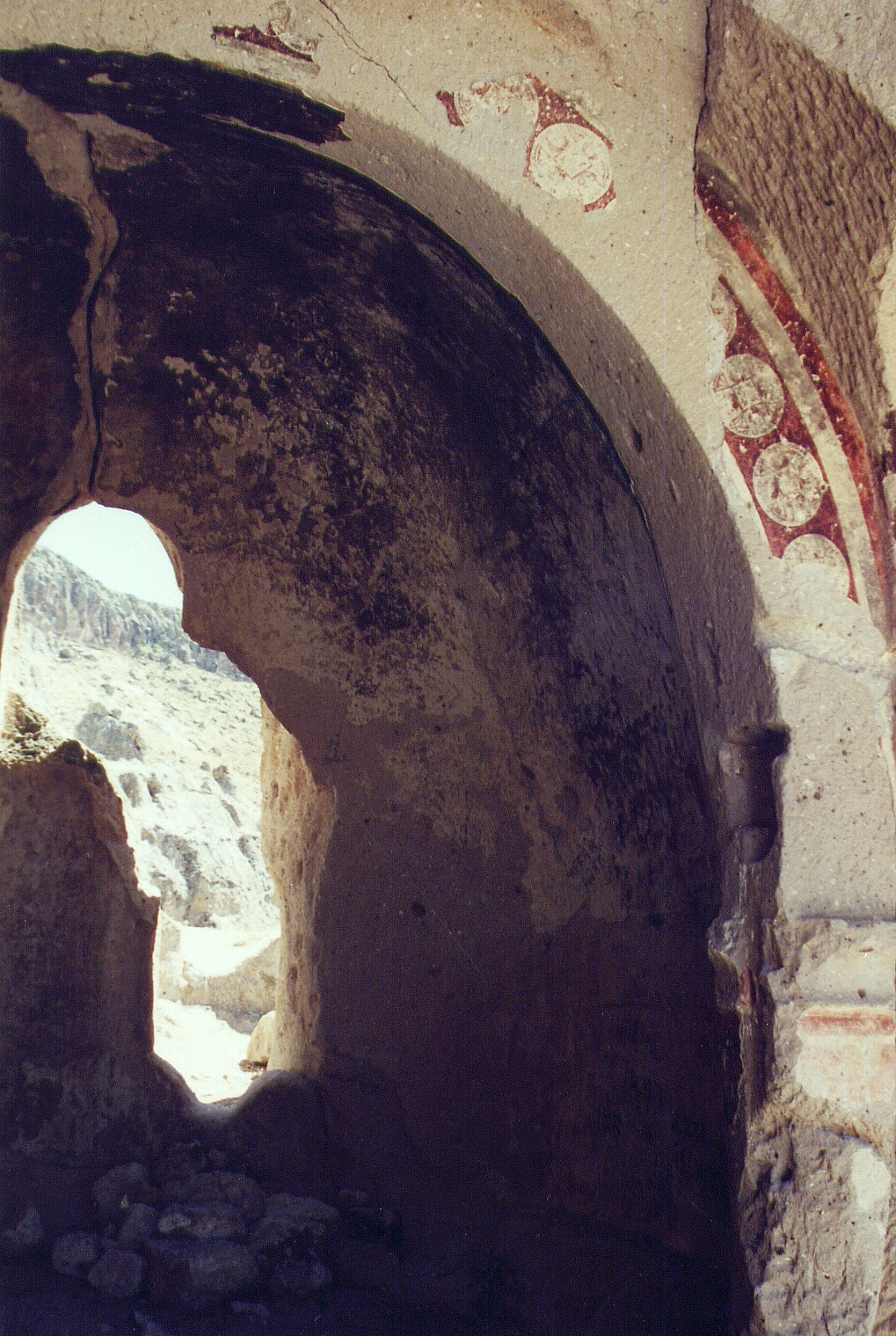
Tokalı Kilise (igreja da fivela).

A Yilanli Kilise (igreja da serpente; não confundir com a igreja com o mesmo nome em Göreme) deve o seu nome a um dos seus frescos, datado do século XI, onde se representa São Jorge matando o dragão. Muitos dos estragos das pinturas são graffiti gregos e arménios. No exterior há dois arcossólios.
A Kubbeli Kilise (igreja com cúpula) é uma construção do século X, que como o nome local indica, tem uma cúpula, além de estruturas laterais. A sua aparência exterior é das mais curiosas das inúmeras igrejas de rocha da Capadócia, pois a cúpula é a ponta de uma chaminé de fada que assenta em cima de um cilindro rochoso, criando a ilusão de ser uma construção de alvenaria, o que é acentuado pelas linhas escavadas para dar a impressão de silhar e cornijas dentilhadas.
Mais a norte encontram-se a Tahtalı Kilise (igreja da madeira) e a Barbara Kilise. O nome da primeira deve-se a uma ponte de madeira por onde se acede a ela. A segunda tem uma nave única, em abóbada, dividido em dois por um arco transversal; segundo inscrições numa das paredes, data de 1006 ou 1021. Os frescos representam diversas cenas do Novo Testamento e um deles tem a única representação dos "Sete Adormecidos"[b] da Capadócia.
A Geyikli Kilise (igreja com o veado) deve o seu nome à imagem quase desvanecida de um veado, visível num fresco de Santo Eustáquio. É uma construção do século XI com duas naves.